# Fulgor y muerte de Joaquín Murieta
Fulgor y muerte de Joaquín Murieta è un album in studio del gruppo cileno Quilapayún pubblicato nel 2022.

## Descrizione
Questo disco porta a conclusione un progetto del gruppo risalente agli anni '80, quello di mettere in musica l'opera di Pablo Neruda Fulgor y Muerte de Joaquín Murieta (Splendore e morte di Joaquim Murieta), ispirata alla figura di Joaquin Murrieta. 
Alcune delle canzoni di questo progetto erano già state incise dal gruppo, man mano che venivano completate, e sono state pubblicate nei dischi Adelante, Darle al otoño un golpe de ventana para que el verano llegue hasta diciembre e Siempre, altre, ancora inedite, erano comunque circolate in forma di demo. In questa occasione vengono tutte reincise ex-novo e, come già successo in ogni cantata popular registrata dal gruppo, le canzoni si alternano a recitati (che anch'essi utilizzano i testi di Neruda).
Per questo progetto il gruppo ha utilizzato la prima versione realizzata da Neruda, in forma di cantata, pubblicata nel 1967 come quarto episodio del libro La Barcarola mentre, in un secondo momento, l'autore ne farà un'opera teatrale che verrà parzialmente messa in musica da Sergio Ortega.
Il disco, così come l'opera da cui trae spunto, racconta la vita di Murieta, dalla nascita fino alla tragica morte. Nella versione di Neruda si tratta di un cileno (e non di un messicano, come storicamente più documentato) che, intorno alla metà del 1800, da Valparaíso si sposta in California in cerca di fortuna. La morte violenta della moglie Teresa lo trasformerà in un ribelle e difensore degli oppressi, per poi morire sulla tomba della sua sposa in una imboscata.
Le ultime quattro canzoni del disco sono raccolte sotto il titolo Cuatro tonadas e ne costituiscono una sezione autonoma, ben distinta dalla cantata che intitola l'album. Sono state registrate a Santiago del Cile nello studio Madreselva (le prime 3) e nello studio Triana (la quarta). Risalgono ad un periodo che va dal 2017 al 2021 ed erano tutte state pubblicate in precedenza come singoli digitali.

## Edizioni
Questo album è stato pubblicato per la prima volta nel 2022, in formato CD e reso disponibile sulle principali piattaforme per l'ascolto in streaming. Le quattro tracce conclusive sono assenti nella versione ascoltabile in streaming digitale.

## Tracce
1. Relato 1 – 1:36 (testo: Pablo Neruda)
2. El nacimiento de Murieta – 4:35 (testo: Pablo Neruda – musica: Eduardo Carrasco)
3. Relato 2 – 1:49 (testo: Pablo Neruda)
4. A California me voy – 2:16 (testo: Pablo Neruda – musica: Hugo Lagos)
5. Relato 3 – 1:23 (testo: Pablo Neruda)
6. Diálogo Amoroso – 6:00 (testo: Pablo Neruda – musica: Eduardo Carrasco)
7. Relato 4 – 1:59 (testo: Pablo Neruda)
8. Ya parte la cabalgata – 2:09 (testo: Pablo Neruda – musica: Eduardo Carrasco)
9. Relato 5 – 0:53 (testo: Pablo Neruda)
10. La rosa de sangre – 3:57 (testo: Pablo Neruda – musica: Eduardo Carrasco)
11. Relato 6 – 1:03 (testo: Pablo Neruda)
12. Con el poncho embravecido – 2:27 (testo: Pablo Neruda – musica: Eduardo Carrasco)
13. Relato 7 – 1:24 (testo: Pablo Neruda)
14. Premonición a la muerte de Joaquín Murieta – 4:03 (testo: Pablo Neruda – musica: Eduardo Carrasco)
15. Relato 8 – 2:22 (testo: Pablo Neruda)
16. La muerte de Murieta – 3:58 (testo: Pablo Neruda – musica: Eduardo Carrasco)
17. Relato 9 – 1:27 (testo: Pablo Neruda)
18. Con una rosa en la mano – 4:08 (testo: Pablo Neruda – musica: Eduardo Carrasco)
19. Relato 10 – 0:26 (testo: Pablo Neruda)
20. Monólogo de la cabeza de Murieta – 4:23 (testo: Pablo Neruda – musica: Eduardo Carrasco)
21. Relato 11 – 1:22 (testo: Pablo Neruda)
22. Canción de luto final – 4:40 (testo: Pablo Neruda – musica: Eduardo Carrasco)
23. Un besito en la oreja – 6:00 (testo: Eduardo Carrasco – musica: Fernando Carrasco)
24. Te busco y no te encuentro – 4:24 (testo: Eduardo Carrasco – musica: Fernando Carrasco)
25. Llegué donde no venía – 4:19 (testo: Eduardo Carrasco – musica: Fernando Carrasco)
26. Con limpios ojitos verdes – 4:23 (testo: Eduardo Carrasco – musica: Fernando Carrasco)

Durata totale: 77:26

## Crediti

### Formazione
- Eduardo Carrasco
- Carlos Quezada
- Hernán Gómez
- Rubén Escudero
- Ricardo Venegas
- Ismael Oddó
- Ricardo "Caito" Venegas
- Sebastián Quezada
- Fernando Carrasco

### Collaboratori
- Francisco Melo - voce recitante
- Mariana Muñoz - voce recitante (nel ruolo di Teresa)
- Danilo Donoso - percussioni
- Cristián Gutiérrez  - violoncello
- Graficadiablorojo - copertina e grafica